# Карагузино
Карагузино — село в Саракташском районе Оренбургской области России. Административный центр и единственный населённый пункт Карагузинского сельсовета.

## География
Село находится на северо-востоке центральной части Оренбургской области, в степной зоне, на берегах одного из притоков реки Казлаирки, на расстоянии примерно 21 километра (по прямой) к северо-северо-западу (NNW) от Саракташа, административного центра района. Абсолютная высота — 195 метров над уровнем моря.
Климат
Климат характеризуется как резко континентальный с продолжительной морозной зимой и относительно коротким жарким сухим летом. Средняя температура воздуха самого тёплого месяца (июля) — 20 — 22 °C; самого холодного (января) — −16 — −15,5 °C. Среднегодовое количество атмосферных осадков составляет 350—450 мм.
Часовой пояс
Село Карагузино, как и вся Оренбургская область, находится в часовой зоне МСК+2. Смещение применяемого времени относительно UTC составляет +5:00.

## Население
| 2010 | 2012 | 2013 | 2014 | 2015 | 2016 | 2017 |
| ---- | ---- | ---- | ---- | ---- | ---- | ---- |
| 319  | ↘311 | ↘307 | ↘296 | ↘287 | ↗288 | ↘285 |
| 2018 | 2019 | 2020 | 2021 |      |      |      |
| ↘266 | ↘253 | ↘245 | →245 |      |      |      |

Половой состав
По данным Всероссийской переписи населения 2010 года в половой структуре населения мужчины составляли 47,3 %, женщины — соответственно 52,7 %.
Национальный состав
Согласно результатам переписи 2002 года, в национальной структуре населения татары составляли 86 % из 340 чел.